# Meritamen
Meritamen, var en egyptisk prinsessa och drottning (stor kunglig hustru). Hon var gift med sin far, farao Ramses II. 
Hon var en av tre döttrar till Ramses II som också gifte sig med honom: de andra två var Bintanath och Nebettawy. Efter drottning Nefertaris död fick de alla tre titeln drottning, och turades om att ceremoniellt spela denna roll. 